# Brekovica
Brekovica ist eine Ortschaft in der Gemeinde Bihać im Nordwesten von Bosnien und Herzegowina. Es gehört zum Kanton Una-Sana der Föderation Bosnien und Herzegowina. Der Ort liegt etwa acht Kilometer nördlich von Bihać an einer Anhöhe am linken Ufer der Una. Die Ortsgemeinde Brekovica setzt sich zusammen aus den Siedlungen Brekovica, Bajrići und Kostela.

## Bevölkerung
Zur Volkszählung 1991 hatte Brekovica 1833 Einwohner. Davon bezeichneten sich 1779 (97 %) als Bosniaken, der Rest als Angehörige anderer Volksgruppen oder machte keine Angaben.

## Galerie

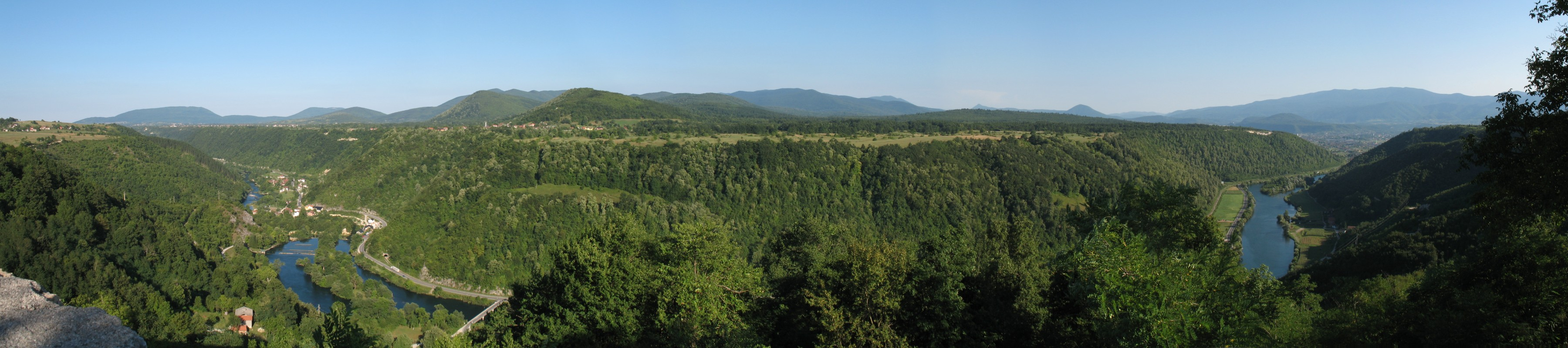
Panorama der nordwestlichen Landschaft Bosniens (Blick von Brekovica)